# 刈羽村生涯学習振興公社
公益財団法人刈羽村生涯学習振興公社（こうえきざいだんほうじんかりわむらしょうがいがくしゅうしんこうこうしゃ）は、新潟県刈羽村内にある刈羽村生涯学習センター「ラピカ」の管理・運営などを行なっていた公益法人である。2017年に解散（清算の結了）した。

## 沿革
- 1999年4月1日 財団設立
- 2017年3月21日 法人解散

## 事務局
- 設立者：刈羽村
- 所在地：〒945-0307　新潟県刈羽郡刈羽村大字刈羽100（「ラピカ」内）
- 東日本旅客鉄道（JR東日本）越後線刈羽駅下車で徒歩約12分
- 柏崎駅より越後交通刈羽バス停で下車し徒歩約3分

解散前に事務所所在地を変更している。

## 事業内容
- 刈羽村生涯学習センター「ラピカ」の管理・運営